# Batracomorphus ammon
Batracomorphus ammon är en insektsart som beskrevs av Knight 1983. Batracomorphus ammon ingår i släktet Batracomorphus och familjen dvärgstritar. Inga underarter finns listade i Catalogue of Life.